# هورنی ویزد (ناحیه سویتاوی)
هورنی ویزد (ناحیه سویتاوی) (به چکی: Horní Újezd) یک منطقهٔ مسکونی در جمهوری چک است که در ناحیه سویتاوی واقع شده‌است. هورنی ویزد ۷٫۷۳ کیلومتر مربع مساحت و ۴۳۳ نفر جمعیت دارد و ۵۲۵ متر بالاتر از سطح دریا واقع شده‌است.